# Teresa Villaverde
Teresa Villaverde (ur. 18 maja 1966 w Lizbonie) – portugalska reżyserka i scenarzystka filmowa. Od lat 90. XX w. zalicza się do grona wiodących twórców kina artystycznego w Portugalii. Jej twórczość oscyluje przeważnie wokół tematów dzieciństwa i dojrzewania, niedopasowania i trudności w komunikacji interpersonalnej.

## Życiorys
Pracę w branży filmowej zaczęła od drugoplanowej roli w melodramacie Kwiat morza (1986) João Césara Monteiro. Uczyła się rzemiosła nie w szkole filmowej, ale bezpośrednio na planie u takich twórców, jak José Álvaro Morais czy João Canijo, pracując w charakterze asystentki montażysty oraz współscenarzystki. Jej samodzielny debiut reżyserski, Starszy wiek (1991), został zaprezentowany w sekcji „Forum” na 41. MFF w Berlinie i spotkał się z uznaniem.
Kolejne filmy Villaverde były regularnie wyświetlane na czołowych festiwalach filmowych (MFF w Wenecji, Cannes, Berlinie). Nakręciła m.in. takie tytuły, jak Bezbrzeżny smutek (1994) z Marią de Medeiros w roli głównej, Mutanty (1998), Woda i sól (2001), Trans (2006), Łabędź (2011) czy Gniazdo (2017). Wyreżyserowała również pojedyncze segmenty w filmach składankowych Wizje Europy (2004), Venice 70: Future Reloaded (2013) i Mosty Sarajewa (2014).